# Đevrske
Đevrske su naselje Općine Kistanje, u Šibensko-kninskoj županiji. 

## Zemljopis
Nalaze se oko 10 kilometara jugozapadno od Kistanja, na željezničkoj pruzi Knin-Zadar.

## Povijest
Đevrske su se od 1991. do 1995. godine nalazile pod srpskom okupacijom.

## Stanovništvo
Prema popisu iz 2011. naselje je imalo 293 stanovnika.
| broj stanovnika | 434   | 729   | 518   | 630   | 763   | 791   | 1070  | 1038  | 1100  | 1152  | 1112  | 1044  | 848   | 836   | 248   | 293   | 175   |
|                 | 1857. | 1869. | 1880. | 1890. | 1900. | 1910. | 1921. | 1931. | 1948. | 1953. | 1961. | 1971. | 1981. | 1991. | 2001. | 2011. | 2021. |

## Znamenitosti
- Pravoslavna crkva sv. proroka Ilije[5]

## Poznate osobe
- Vladimir Ardalić, hrvatski etnograf
- Sava Bjelanović, srpski svećenik i političar iz Hrvatske